# John Belchier
John Belchier (1706 - 6. februar 1785) var en britisk kirurg på Guy's Hospital fr 1736 til 1768. Han opdagede at grøntsagsfarven Alizarin farvede nydannet benvæv, hvilket åbnede studiet for vækst og udvikling af skeletet, der blev bragt videre af Henri-Louis Duhamel du Monceau og John Hunter.
Belchier modtog Copleymedaljen af Royal Society i 1737. Han var den grundlæggende formand for Foundling Hospital, en velgørende organisation skabt ved Royal Charter i 1739, og han var medlem af Court of Assistants hos Company of Surgeons fra 1751 til 1785.